# Peter Lönn
Peter Roland Mikael Lönn, född 13 juli 1961 i Norrköping, är en svensk före detta fotbollsspelare som spelat i IFK Norrköping, Neuchâtel Xamax samt i det svenska landslaget. Han deltog i OS i Seoul 1988 och gjorde totalt två mål; ett mål i matchen mot Kina och ett mot Västtyskland. Han avslutade sin karriär efter en knäoperation som han genomförde efter säsongen 1992.